# Tectoribates ornatus
Tectoribates ornatus är en kvalsterart som först beskrevs av Schuster 1958.  Tectoribates ornatus ingår i släktet Tectoribates och familjen Oribatellidae. Inga underarter finns listade i Catalogue of Life.